# Tulpen palepai

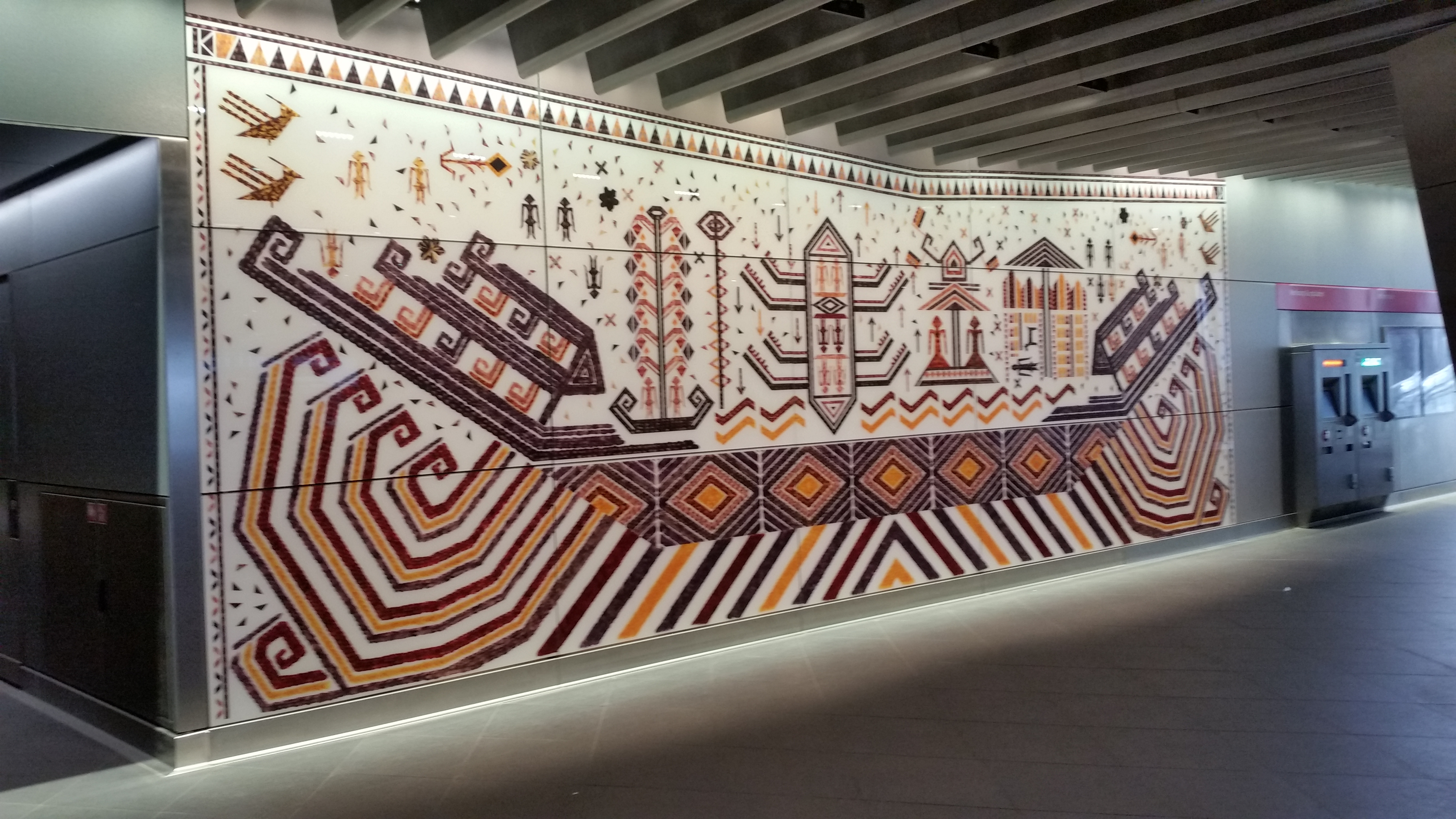
Tulpen palepai (augustus 2020)

Tulpen palepai (Engels: Tulip palepai, Navigating the river of the world) is een artistiek kunstwerk in Amsterdam-Centrum.
Het kunstwerk uit 2017 is een schepping van Jennifer Tee en een van de acht kunstwerken in Amsterdam die geïnitieerd werden door de aanleg van de Amsterdamse Metrolijn 52 (Noord/Zuidlijn). Dat was destijds een voortzetting van het kunstproject dat hoorde bij de aanleg van de Oostlijn; denk daarbij bijvoorbeeld aan de krantenletters bij metrostation Wibautstraat. Per metrostation werd een thema gekozen en dat werd voor “Centraal” verbinding met de wereld. Tee kreeg de opdracht op voorspraak van onder meer Benthem Crouwel Architekten (supervisie bouw metro) en het Stedelijk Museum Amsterdam; de Amsterdamse burgemeester en wethouders deed de rest. In eerste instantie dacht Tee aan een kunstwerk met de rechte lijnen uit het werk van Piet Mondriaan.
Tee kwam echter met twee gobelinachtige werken, in basis niet opgebouwd uit stoffen, maar uit ruim 100.000 tulpenblaadjes. Tee liet zich inspireren door het symbool van Nederland, de tulp en de Sumatraanse palenpai. Die doeken, ook wel scheepjesdoeken of grote muurdoeken (ze hingen in huis) genoemd waren een typische uitdrukking van (culturele) rijkdom in Zuid-Sumatra en gingen van generatie op generatie over. Zij greep bij die combinatie terug op haar familiegeschiedenis; haar familie kwam in 1950 van Indonesië naar Nederland. Haar opa van moeders kant had een tulpenbollenbedrijf met export naar de Verenigde Staten. Als laatste inspiratiebron gebruikte ze de allegorische beeldencollectie die het Station Amsterdam Centraal in al haar gevels herbergt. Tee gebruikte rond blaadjes van circa 50 tulpensoorten, alleen al het drogen van de blaadjes nam zes maanden in beslag. Om tot het werk te kunnen komen legde ze bezoeken af aan de Keukenhof, tulpenkwekers, en Hortus Bulborum in Limmen. Daarna onderzocht ze in een zelfgebouwde droogkast welke tulpensoort de beste blaadjes voor het kunstwerk leverde (kleurvastheid, tint, vorm en afmeting).
Tee gaf het vorm middels een schip met voor- en achtersteven met mensen, dieren, altaren etc., de centrale mast gaat over in een levensboom, volgens de kunstenaar symbool staand voor de reis van de mens naar andere levensfasen uitmondend in het hiernamaals. Tee verwerkte allerlei objecten zoals kruizen, grachtenpanden in het werk. De Amsterdamse grachtengordel is terug te vinden in de voor- en achterstevens; metrostellen met bijbehorende rails zijn centraal afgebeeld.
Het werk was in oorspronkelijke vorm in 2016 te zien in de Rijksakademie van beeldende kunsten aan de Sarphatistraat en in voorjaar 2017 in het Rijksmuseum. In 2018 werden fotografische weergaven van de palenpai geplaatst in de centrale hal van de metrohal onder Amsterdam Centraal Station. Beide afbeelding zijn circa drie bij negen meter.
Drie soortgelijke werken maar op kleinere schaal bevinden zich in de kunstcollectie van het Academisch Medisch Centrum. 